# Jack White (producer)

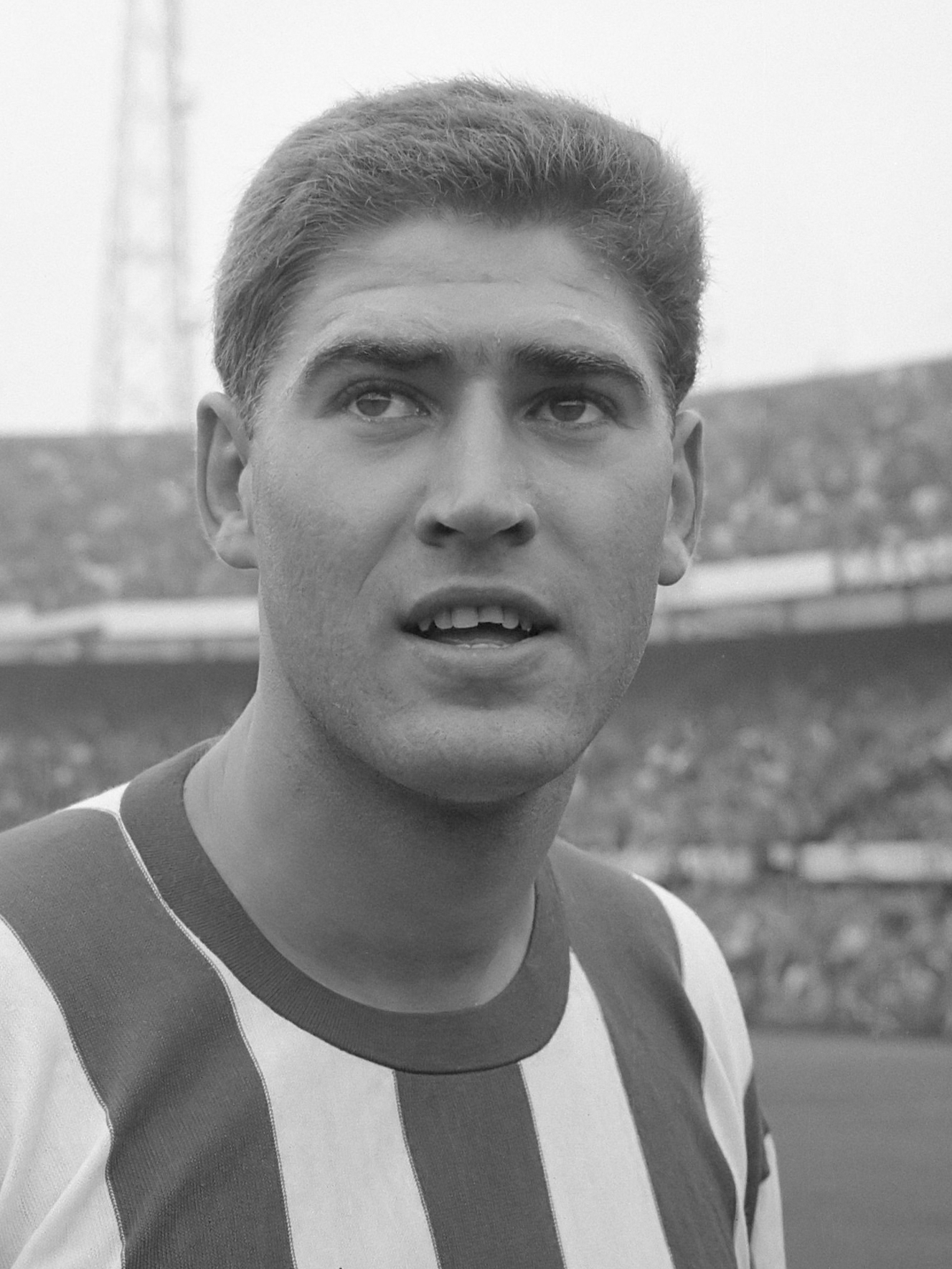
Horst Nußbaum (1965)

Jack White, pseudoniem van Horst Nussbaum, (Keulen, 2 september 1940) is een voormalig Duits voetballer en muziekproducent.
Nussbaum begon zijn carrière als voetballer bij SC Viktoria Köln waarna hij naar FK Pirmasens verhuisde. In 1965 verhuisde hij naar PSV. Hij speelt in het seizoen 65/66 acht wedstrijden waarin hij twee keer scoorde. Na dat seizoen beëindigde hij zijn voetbalcarrière en richtte zich op een carrière als diskjockey en zanger, waarbij hij de artiestennaam Jack White aannam.
Nussbaum had onder de naam Jack White een lange carrière in de muziek. Hij ontwikkelde zich tot muziekproducent en produceerde onder andere in 1984 de nummer 1-hit ‘When the rain begins to fall’ van Pia Zadora en Jermaine Jackson. Verder produceerde hij albums voor onder andere Paul Anka, Engelbert Humperdinck, Tony Christie en David Hasselhoff (waaronder zijn grootste hit "Looking for freedom"). Hij verkocht meer dan 200 miljoen platen met zijn Jack White Productions.